# Henrik dán herceg
Henrik dán herceg (Talence, Franciaország, 1934. június 11. – Fredensborg, 2018. február 13.) teljes neve franciául: Henri Marie Jean André de Laborde de Monpezat, II. Margit dán királynő férje, X. Frigyes dán király apja.

## Élete
1939-ig Francia-Indokínaban élt. 1947-ig egy bordeaux-i kolostoriskolában tanult. 1948 és 1950 között egy cahors-i gimnáziumba, majd két évig a hanoi francia gimnáziumba járt.
1959 és 1962 között Algériában a katonaságnál volt.
Londonban ismerkedett meg Margit dán koronahercegnővel.  Az esküvőt Koppenhágában, 1967. június 10-én tartották. Az esküvő helyszíne a Holmens Kirke, a lakodalomé pedig a Fredensborg palota volt.

## Fordítás
- Ez a szócikk részben vagy egészben  a   Henri de Laborde de Monpeza című német Wikipédia-szócikk fordításán alapul.  Az eredeti cikk szerkesztőit annak laptörténete sorolja fel. Ez a jelzés csupán a megfogalmazás eredetét és a szerzői jogokat jelzi, nem szolgál a cikkben szereplő információk forrásmegjelöléseként.